# 互联网视听节目服务管理规定
《互联网视听节目服务管理规定》是2007年12月20日由国家广播电影电视总局、中华人民共和国信息产业部发布的部门规章，自2008年1月31日起实行。

## 制定
2007年12月20日，国家广播电影电视总局、中华人民共和国信息产业部令第56号发布《互联网视听节目服务管理规定》，自2008年1月31日起实行。
2015年8月28日，国家新闻出版广电总局令第3号称“《关于修订部分规章和规范性文件的决定》经2015年8月20日局务会议审议通过，其中《设立外商投资印刷企业暂行规定》（新闻出版总署、对外贸易经济合作部令第16号）、《出版物市场管理规定》（新闻出版总署、商务部令第52号）、《外商投资电影院暂行规定》（广电总局、商务部、文化部令第21号）、《电影企业经营资格准入暂行规定》（广电总局、商务部令第43号）、《〈电影企业经营资格准入暂行规定〉的补充规定》（广电总局、商务部令第50号）经商务部同意修订，《互联网视听节目服务管理规定》（广电总局、信息产业部令第56号）经工业和信息化部同意修订。现予发布，自发布之日起施行。”
2016年4月25日，国家新闻出版广电总局令第6号称“《专网及定向传播视听节目服务管理规定》经2015年11月23日国家新闻出版广电总局局务会议审议通过，现予发布，自2016年6月1日起施行。”
2017年3月10日，《国家新闻出版广电总局关于调整〈互联网视听节目服务业务分类目录（试行）〉的通告》（〔2017〕1号）发布，国家新闻出版广电总局对2010年3月17日发布的《互联网视听节目服务业务分类目录（试行）》（不含交互式网络电视（IPTV）、互联网电视、专网手机电视的业务分类）进行了调整。

## 内容
2008年起实施的《互联网视听节目服务管理规定》共29条。第二条规定：“在中华人民共和国境内向公众提供互联网（含移动互联网，以下简称互联网）视听节目服务活动，适用本规定。”“本规定所称互联网视听节目服务，是指制作、编辑、集成并通过互联网向公众提供视音频节目，以及为他人提供上载传播视听节目服务的活动。”
第三至五条分别规定了国务院广播电影电视主管部门（作为互联网视听节目服务的行业主管部门），地方人民政府广播电影电视主管部门和地方电信管理机构，互联网视听节目服务单位及其相关网络运营单位，互联网视听节目服务单位组成的全国性社会团体的职责。
第六条规定了发展互联网视听节目服务应当遵循的原则。第七条规定：“从事互联网视听节目服务，应当依照本规定取得广播电影电视主管部门颁发的《信息网络传播视听节目许可证》（以下简称《许可证》）或履行备案手续。”“未按照本规定取得广播电影电视主管部门颁发的《许可证》或履行备案手续，任何单位和个人不得从事互联网视听节目服务。”“互联网视听节目服务业务指导目录由国务院广播电影电视主管部门商国务院信息产业主管部门制定。”第八、九条规定了申请从事互联网视听节目服务的条件。

## 实施
截至2013年，广电总局已发放7张互联网电视集成服务机构牌照（分别发给中央电视台CNTV、杭州华数、上海文广、中央人民广播电台、广东南广传媒互动影视技术有限公司、湖南广电和中国国际广播电台）和14张内容服务牌照。截至2016年5月31日，广电总局共颁发588张信息网络传播视听节目许可证，主要持证机构包括新闻出版、企事业单位、网站等。
2012年7月，国家广播电影电视总局和国家互联网信息办公室联合印发了《关于进一步加强网络剧、微电影等网络视听节目管理的通知》。2014年1月，国家新闻出版广电总局印发《关于进一步完善网络剧、微电影等网络视听节目管理的补充通知》。4月印发《总局对卫视综合频道黄金时段电视剧播出方式进行调整》。2016年9月9日，广电总局下发《关于加强网络视听节目直播服务管理有关问题的通知》。